# メディカル・プラネット
株式会社メディカル・プラネット（英称：Medical Planet Inc.）は、東京都港区に本社を置く、医療・福祉関連施設への人材紹介・派遣、製薬・医療関連企業への人材紹介・派遣、医療事務・クラーク・看護助手等業務の請負・派遣事業を行う、医療・福祉関連業界に特化した総合人材サービス企業である。ワタキューグループの会社で、ワタキューホールディングス株式会社の子会社。

## 概要
■事業内容
医療・福祉系人材に特化した人材紹介、人材派遣、請負事業
・医療事務、受付・クラーク、医師事務作業補助者
・看護助手、院内メッセンジャー、介護スタッフ
・薬剤師、看護師、他、医療・福祉系有資格者全般
特定技能外国人に係る事業
・特定技能ビザを有する外国人の人材紹介及び各種支援業務
求人メディア運営
・求人サイト「メディプラお仕事さがし」の運営
■許認可
- 有料職業紹介事業　13-ユ-040347
- 労働者派遣事業　派13-040497

## 沿革
- 2000年8月 - ワタキューセイモア株式会社100%出資による医療専門の人材紹介派遣事業を開始
- 2006年3月 - 長野営業所を開設
- 2006年10月 - 本社を港区港南へ移転
- 2009年5月 - 国家試験対策講座（管理栄養士国家試験）の開講
- 2009年8月 - 大阪支店を開設
- 2010年5月 - 看護助手関連事業を継承して業容拡大、それに伴いフロント事業部・採用研修センター・仙台出張所を開設
- 2010年9月 - ワタキューグループの株式会社コモサから医事関連業務請負事業を継承
- 2012年9月 - 本社を港区港南（現住所）に移転
- 2012年10月 - 介護人材育成等事業に伴い「メディプラけあの学校」を開設
- 2015年3月 - 優良派遣事業者認定制度における優良派遣事業者に認定＜1401010(01)＞
- 2018年8月 - 女性活躍推進法に基づく認定「えるぼし」の3段階目を取得
- 2022年3月 - 職業紹介優良事業者認定制度における職業紹介優良事業者に認定＜2101002(01)＞
- 2022年12月 - 特定募集情報等提供事業に関する届け出＜51-募-000485＞
- 2023年2月 - 特定技能外国人登録支援機関として登録＜22登-007980＞
- 2023年4月 - 女性活躍推進企業として「プラチナえるぼし」に認定

## 運営サイト
- メディプラお仕事さがし　病院・介護施設等の職種に関するパート・アルバイト求人情報サイト
- 株式会社メディカル・プラネット　企業サイト

## 関連会社
- ワタキューホールディングス株式会社
- ワタキューセイモア株式会社
- 日清医療食品株式会社
- 株式会社フロンティア
- 古久根建設株式会社